# Jbel Ghenim
El jebel Ghenim (جبل غنيم), también escrito como  djebel Ghnim o jbel Ghnim, es una montaña de Marruecos, de una altitud de 2 411 m, ubicada a 10 km  de Beni Melal (provincia de Beni Melal, región de Beni Melal-Jenifra), en el Alto Atlas.
Es la cumbre más elevada  al sur de Béni Mellal.[cita requerida]

## Geografía
El jebel Ghenim está ubicado aproximadamente a 10 kilómetros al sur de Beni Melal y  en torno a los 8 kilómetros al norte de Ouaouizeght. Al pie de la montaña bereber se encuentra el Tizi Ghnim (col de Ghenim) en Tamazight del Marruecos Central) que conecta Ouaouizeght, cerca del embalse de Bin El Ouidane, con Timoulilt, puerta de entrada a  Tadla.

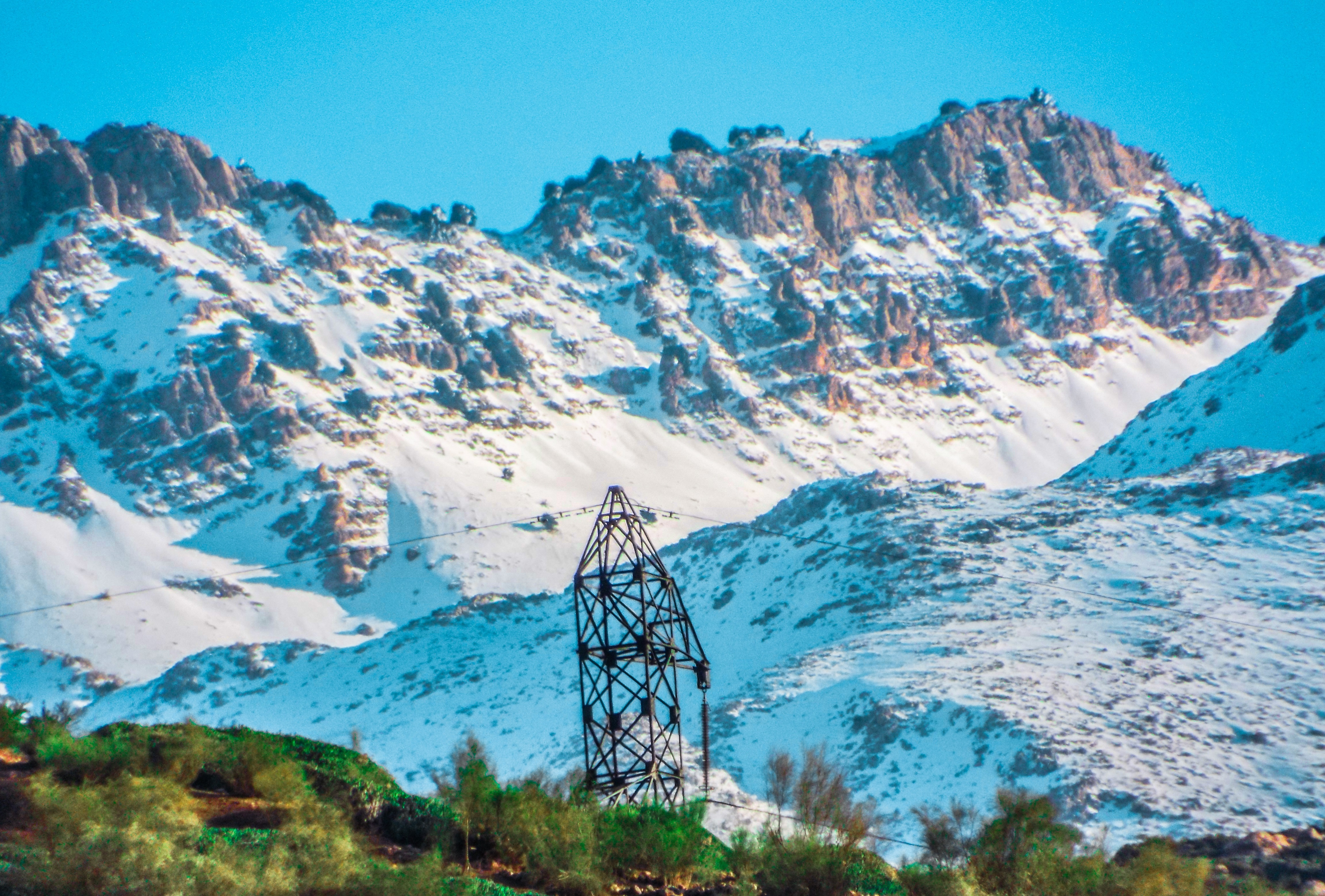
Vista del jbel Ghenim.
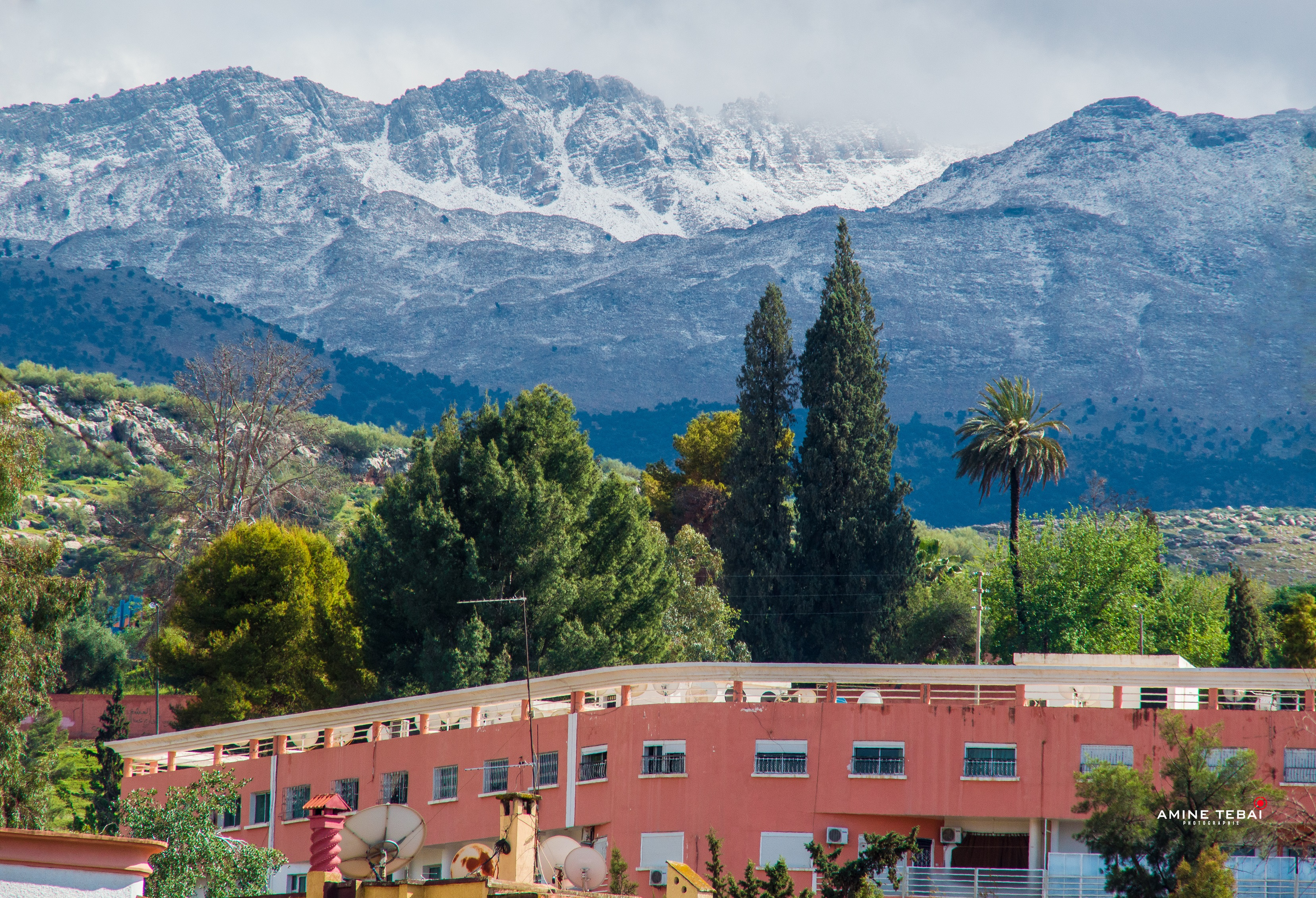
Vista del jebel Ghenim desde Beni Mellal.